# Hai người cha
Hai Người Cha (phồn thể: 兩個爸爸; giản thể: 两个爸爸; bính âm: Liang Ge Pa Pa; tiếng Anh: Two Fathers) là một bộ phim truyền hình Đài Loan phát sóng năm 2013, có sự góp mặt của các diễn viên: Dương Nhất Triển, Lâm Hựu Uy, Lạc Lạc và Lại Nhã Nghiên. Bộ phim do Sanlih E-Television sản xuất, với Lưu Tuấn Kiệt làm đạo diễn.
Bộ phim lần đầu tiên được phát sóng ở Đài Loan trên kênh SETTV từ ngày 26 tháng 3 năm 2013 đến ngày 22 tháng 7 năm 2014 lúc 20:00 từ thứ 2 đến thứ 5 hàng tuần. Dù vấp phải những phản ứng trái chiều bởi nội dung có phần nhạy cảm, bộ phim vẫn nhận được những ý kiến đón nhận từ người xem.

## Diễn viên
- Dương Nhất Triển vai Đường Tường Hy
- Lâm Hựu Uy vai Ôn Chấn Hoa
- Lạc Lạc vai Đường Ôn Đế
- Lại Nhã Nghiên vai Phương Tĩnh Trúc
- Lương Tĩnh vai Ngô Vịnh Khiết